# Вашингтонский договор (1871)
Вашингтонский договор (англ. Treaty of Washington) — дипломатическое соглашение между Соединёнными Штатами Америки и Соединённым Королевством Великобритании и Ирландии, подписанное в 1871 году. В рамках договора был урегулирован ряд двусторонних конфликтов, включая вопросы компенсации за действия конфедератских каперов, принадлежности островов Сан-Хуан у западного побережья Северной Америки и прав на ловлю рыбы в территориальных водах Канады. Договор послужил прецедентом, на основе которого в дальнейшем строились принципы международной политики, затрагивавшие другие государства.

## Предыстория
Со времени американской революции и Англо-американской войны 1812—1815 годов отношения между Великобританией и США оставались недружелюбными и сопровождались серией мелких конфликтов. Этому способствовала неурегулированность отдельных территориальных вопросов. В частности, спор о принадлежности архипелага Сан-Хуан, расположенного у западного побережья Северной Америки, привёл в конце 1850-х годов к так называемой Войне из-за свиньи.
Конфликты породила и Гражданская война в США. С одной стороны, Великобритания, демонстративно занявшая нейтральную позицию в споре между федеральным правительством США и сецессионистскими Конфедеративными Штатами, по заказу последних построила несколько судов, использовавшихся конфедератами в действиях против морской торговли Севера. Правительство США требовало от Великобритании возместить прямой и опосредованный ущерб, нанесённый экономике США и финансовому положению отдельных граждан. Эта ситуация известна в истории как дело «Алабамы». С другой стороны, антибритански настроенные граждане США ирландского происхождения — так называемое Братство фениев — в первые послевоенные годы совершили несколько вооружённых рейдов на территорию британских колоний в Северной Америке — Канады и Нью-Брансуика. Эти провинции, вскоре объединившиеся в Доминион Канада, также считали, что имеют право на компенсацию нанесённого ущерба.
Другие конфликтные темы в отношениях Великобритании и Канады с США касались экономических вопросов. В частности, после того, как в 1865 году США вышли из двустороннего соглашения о свободной торговле, их рыболовецкие суда потеряли право на вылов рыбы в британских территориальных водах в Северной Америке, равно как и права на приобретение наживки и соли (необходимой для хранения рыбы) в британских портах. В первые годы после разрыва соглашения американские рыбаки приобретали у колониальных властей лицензии, позволяющие им это делать, но после того, как в 1868 году цена на лицензии была увеличена, в массе своей перешли на браконьерский лов. В ответ в 1870 году канадские власти отменили всю систему лицензий и начали аресты пойманных браконьеров, вызвав резкую реакцию у законодателей США. Дискуссионным оставался и вопрос о праве судов обеих сторон на беспрепятственный проход по рекам и озёрам вблизи от границы, включая реку Святого Лаврентия, в значительной части своего течения находящуюся на территории Канады. В Вашингтоне в ответ на действия канадских властей против американских рыбаков также рассматривалась возможность запрета канадцам пользоваться водными путями на территории США.
В конце 1860-х годов неоднократно предпринимались попытки урегулировать некоторые из этих разногласий, в первую очередь вопрос о компенсациях за действия конфедератских каперов, но результатов, удовлетворяющих обе стороны, достичь не удавалось.

## Вашингтонская конференция
В 1871 году по предложению британской стороны и с согласия американцев была создана совместная комиссия для решения накопившихся спорных вопросов. Предполагалось, что она рассмотрит следующие темы:
- компенсации по делу «Алабамы»
- свободный проход американских судов по реке Святого Лаврентия
- права на острова Сан-Хуан
- права американских рыбаков в канадских территориальных водах
- компенсации за рейды фениев[1].

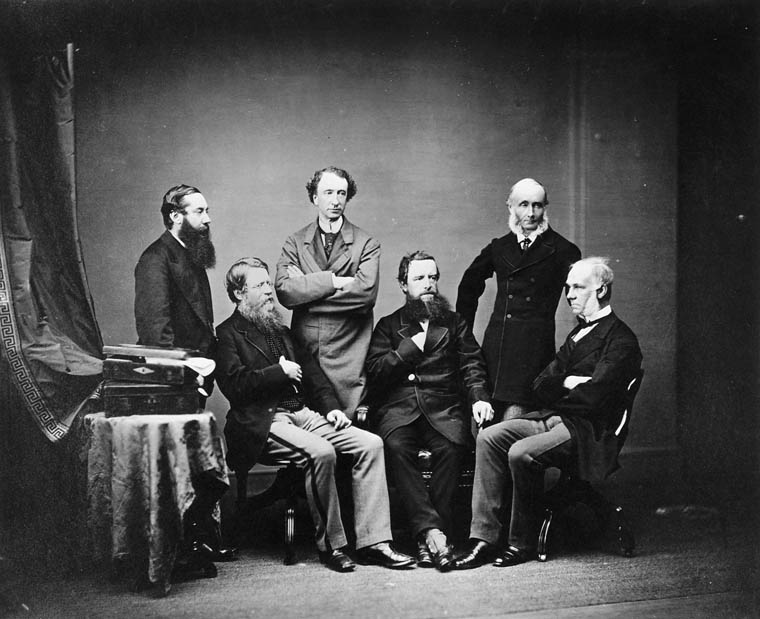
Британская делегация. Стоят слева направо: Ч. Эбботт, Дж. А. Макдональд, М. Бернард. Сидят: С. Г. Норткот, Дж. Ф. Робинсон, Э. Торнтон

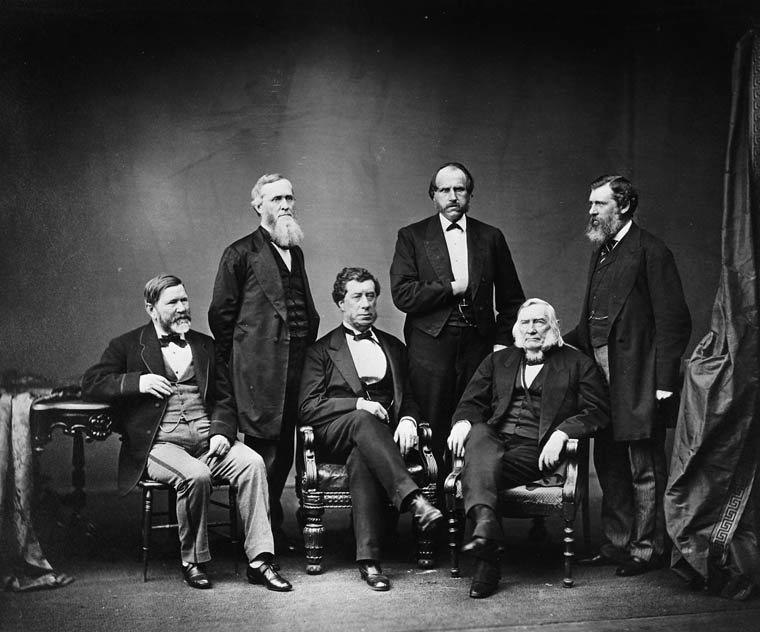
Американская делегация. Стоят слева направо: Э. Хоар, Дж. Г. Уильямс, Б. Дэвис. Сидят: Р. Шенк, Г. Фиш, С. Нельсон

Работа комиссии началась 27 февраля 1871 года в Вашингтоне. С каждой стороны в ней участвовали по пять делегатов, причём с учётом того, что часть вопросов, предлагавшихся к рассмотрению, касалась Доминиона Канада, в британскую делегацию был включён действующий премьер-министр Канады Джон А. Макдональд. Среди остальных членов комиссии с британской стороны были Джордж Фредерик Робинсон, граф Грей и Рипон — президент Тайного совета империи, британский посланник в США и профессор международного права Оксфордского университета. С американской стороны в комиссию вошли, среди прочих, госсекретарь Гамильтон Фиш, посланник США в Великобритании и член Верховного суда.
В ходе работы комиссии американская сторона отказалась обсуждать вопрос компенсаций за рейды фениев. Решение по вопросу о принадлежности островов Сан-Хуан стороны решили предоставить нейтральному посреднику — германскому императору Вильгельму I. Размер компенсаций по частным взаимным претензиям, связанным с действиями каперов в ходе гражданской войны, был решён объединённым комитетом из трёх делегатов, назначивших суммарные выплаты британским подданным в размере 2 млн долларов (из первоначально заявленных 96 миллионов) и отклонивших претензии американцев, в общей сложности составлявшие менее миллиона долларов. Основной вопрос о размере компенсаций американскому правительству было решено передать на рассмотрение международного арбитража в Женеве. Комиссия также пришла к договорённостям о свободном передвижении судов по ряду приграничных водных путей, включая реки Святого Лаврентия и Юкон, озеро Мичиган и ряд рек на крайнем северо-западе США, сроком действия на 10 лет.
Наибольшие трения вызвала тема рыболовных промыслов вблизи берегов Канады. Надежды американцев на то, что Великобритания расплатится с ними за нанесённый ущерб территориями к северу от границы, оказались беспочвенными. В свою очередь США отвергли предложения о включении права на рыбную ловлю в территориальных водах Канады в новое всеобъемлющее соглашение о беспошлинной торговле: американский делегат Эбенезер Хоар откровенно заявил, что, поскольку возможность аннексии Канады отпала, Соединённые Штаты более не заинтересованы в предоставлении ей таможенных льгот. Премьер-министр Канады, формально представлявший на переговорах метрополию, считал, что Великобритания приносит канадские интересы в жертву хорошим отношениям с США. В итоге вопрос был решён в очень ограниченной форме: Канада обязалась снова предоставлять американским рыбакам лицензии на лов в своих водах, a канадские рыбаки получали аналогичное право на лов в американских водах на юг до 39-й параллели. Поскольку обе стороны сошлись во мнении, что такой порядок вещей выгоднее для США, позже международная арбитражная комиссия должна была определить сумму компенсации, которую американцы выплатят Канаде. Устанавливался также режим беспошлинной торговли солёной рыбой и рыбьим жиром. Было решено, что эта часть договора будет действительна на протяжении как минимум 12 лет.
Результаты конференции были неблагоприятными для Канады, однако Макдональд, в частных беседах жаловавшийся на отсутствие поддержки со стороны британских членов комиссии, счёл необходимым подписаться под подводящим её итоги договором — «во имя мира и во имя великой империи, частью которой мы являемся». Вашингтонский договор был подписан всеми участниками конференции 8 мая 1871 года. Однако если в Великобритании и США его ратификация не вызывала сомнений, в Канаде он вызвал волну негодования. На голосование парламента он был вынесен только после того, как метрополия гарантировала Канаде заём в размере 2,5 миллионов фунтов стерлингов в качестве компенсации за нападения фениев. Перед голосованием премьер-министр Канады обратился к депутатам с речью, которая считается одной из лучших в его карьере, и обеспечил договору значительное большинство голосов — 3 мая 1872 года 121 парламентарий проголосовал «за» за его принятие и лишь 55 «против».

## Дальнейшие события и значение

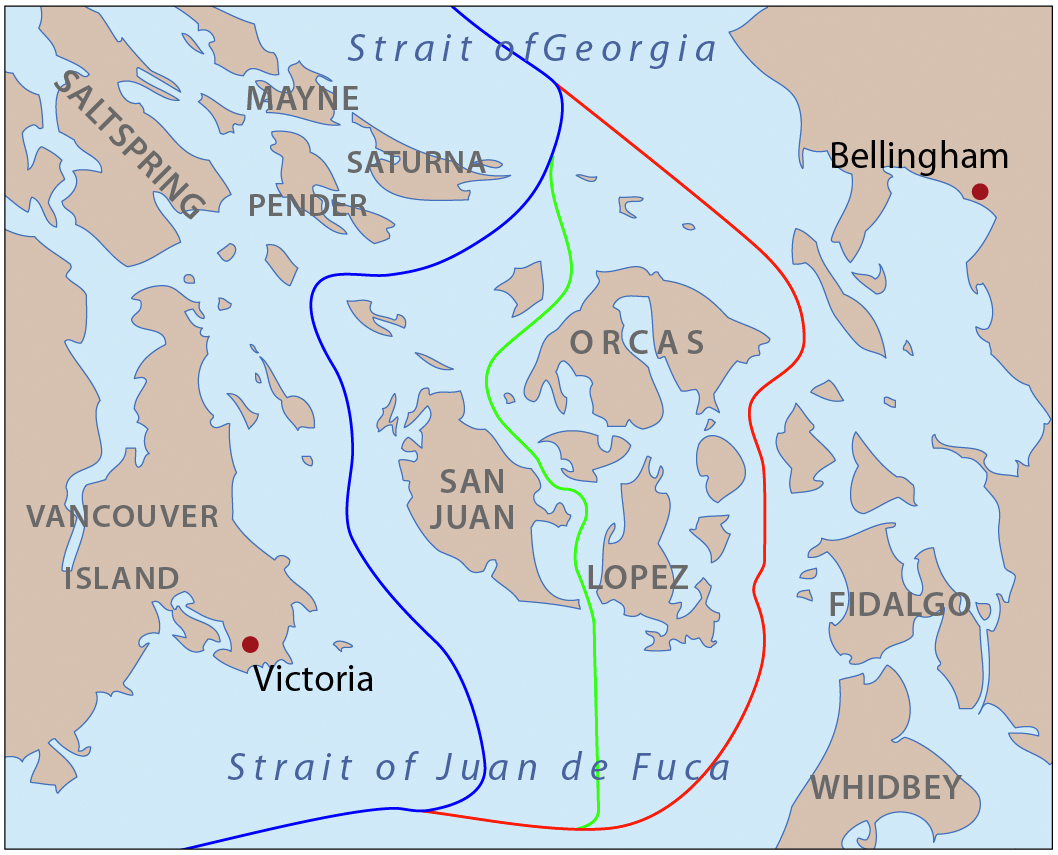
Предлагавшиеся контуры британско-американской морской границы у островов Сан-Хуан. Итоговая граница прошла вдоль синей линии

В 1872 году император Вильгельм объявил о решении вопроса о принадлежности островов Сан-Хуан в пользу США, полностью передав архипелаг под управление Соединённых Штатов. Великобритания встретила это решение посредника с неудовольствием, но подчинилась ему. Женевский трибунал по делу «Алабамы», заседавший в 1871—1872 годах, отклонил претензии американской стороны на компенсации непрямого ущерба, который включал увеличение страховых премий на морские перевозки и дополнительные государственные расходы из-за затягивания войны между Севером и Югом. Однако решение трибунала обязывало Великобританию компенсировать прямой ущерб, который она нанесла своими действиями, противоречащими требованиям к нейтральной стороне в конфликте. Среди этих действий были строительство и снаряжение военных судов одной из воюющих сторон и предоставление ей своих портов и свободы передвижения в территориальных водах. Арбитраж обязал Великобританию выплатить США компенсацию в размере 15 млн долларов. После получения этих денег Конгресс США положил их в банк под проценты, а по истечении четырёх лет специально назначенный суд начал их распределение между частными заявителями, включая страховые компании.
По прошествии пяти лет после вступления Вашингтонского договора в силу в Галифаксе собралась комиссия во главе с бельгийским посланником в США Морисом Дельфоссом, призванная определить сумму компенсации Канаде со стороны США за использование канадских рыболовных промыслов. США в этой комиссии представлял Энсин Келлогг, а Великобританию — Александр Тилло Галт. Комиссия присудила выплатить Канаде 5,5 млн долларов. Американская сторона выплатила требуемую сумму, но, посчитав решение арбитража несправедливым, при первой возможности, в июле 1883 года, объявила об аннулировании касающейся рыболовных промыслов части договора. В качестве жеста доброй воли Канада в одностороннем порядке продлила срок использования своих рыбных угодий американскими рыбаками до конца сезона 1885 года, после чего действовавшие ранее ограничения были восстановлены в полном объёме.
Положения вердикта Женевского трибунала, посвящённые обязанностям нейтральных держав в военных конфликтах, стали в дальнейшем интегральной частью международного права.